# Juan Martínez Majo
Juan Martínez Majo (n. Velilla de la Reina, Cimanes del Tejar, Provincia de León; 1963) es un asesor fiscal y político español, miembro del Partido Popular. Fue Presidente de la Diputación de León entre 2015 y 2019.

## Trayectoria
Licenciado en Derecho, fue secretario de la Junta Vecinal de Velilla de la Reina desde 1982 y concejal del Ayuntamiento de Cimanes del Tejar desde 1986. Es elegido alcalde del Ayuntamiento de Valencia de Don Juan en 1995 y reelegido en 1999, 2003, 2007, 2011 y 2015. Diputado provincial de 1999 a 2011, desde 2011 a 2015 fue procurador de las Cortes de Castilla y León por la provincia de León. Fue presidente de la Diputación provincial de León entre 2015 y 2019. Posteriormente y coincidiendo con la llegada al gobierno de la Diputación del PSOE, fue designado como delegado de la Junta de Castilla y León en León